# Cabildo d'El Hierro

Escut del Cabildo Insular del Ferro

El Cabildo d'El Hierro, és una organització política i administrativa formada a partir de la Llei de Cabildos de 1912, pròpa de les Illes Canàries (Espanya). Els Cabildos van esperar per a constituir-se que fossin triats els Delegats del Govern en cadascuna de les illes, una vegada triats això va determinar que fos el dia 16 de març de 1913 en el qual quedessin constituïdes totes les Corporacions amb excepció de la d'El Hierro que va quedar pendent fins a ser creat el municipi de Frontera. Compleixen dues funcions principalment. D'una banda, presten serveis i exerceixen competències pròpies de la Comunitat Autònoma i per una altra, són l'entitat local que governa l'illa. A les eleccions de 2003 va sortir triat com a president Tomás Padrón Hernández, d'Agrupació Herrenya d'Independents - Coalició Canària, 49,66% dels vots, seguida del PSOE amb un 20,3%. A les eleccions de 2007 AHI-CC va tornar a obtenir majoria absoluta i de nou va ser escollit Tomás Padrón Hernández president de l'entitat. La seu del cabildo està situada en la localitat de Valverde.

## Llista de presidents
| No. | Nom                          | Inici            | Fi               | Partit |
| --- | ---------------------------- | ---------------- | ---------------- | ------ |
| 1.  | Tomás Padrón Hernández       | 1979             | 1991             | AHI-CC |
| 2.  | Venancio Acosta Padrón       | 1991             | 1991             | AHI-CC |
| 3.  | Inocencio Hernández González | 1991             | 1995             | PSOE   |
| 4.  | Tomás Padrón Hernández       | 1995             | 2011             | AHI-CC |
| 5.  | Belén Allende Riera          | maig de 2011     | setembre de 2011 | AHI-CC |
| 6.  | Alpidio Armas González       | setembre de 2011 | 2015             | PSOE   |
| 7.  | Belén Allende Riera          | 2015             | actualitat       | AHI-CC |